# Josef Augustinus Zemanek
Josef Augustinus Zemanek (* 9. September 1943 in Wien; † 29. November 2021) war ein römisch-katholischer Theologe und Jurist.

## Leben
Er besuchte von 1953 bis 1961 das Schottengymnasium. Nach der Matura 1961 studierte er von 1963 bis 1966 Philosophie und Psychologie in München, wo er das Lizentiat in Philosophie erwarb, und von 1967 bis 1971 Rechtswissenschaften in Wien, wo er den Magister iuris und anschließend das Doktorat der Rechtswissenschaft erwarb. Er arbeitete in der damaligen „Bausparkasse der österreichischen Sparkassen“ als Leiter.
Ab 1991 studierte er katholische Theologie in Wien, wo er die Diplomarbeit in Alttestamentlicher Bibelwissenschaft bei Georg Braulik schrieb. Von 2003 bis 2018 war er Dozent für Altes Testament an der Hochschule Heiligenkreuz. Das Doktoratsstudium ab 2003 an der Universität Wien schloss er 2007 mit der Promotion zum Dr. theol. ab.
Zemanek war verheiratet und adoptierte mit seiner Frau zwei Kinder. Er starb am 29. November 2021.

## Ehrungen und Auszeichnungen
- 1996 Goldenes Ehrenzeichen für Verdienste um die Republik Österreich
- 2014 Komturkreuz des Päpstlichen Silvesterordens
- 2017 Österreichisches Ehrenkreuz für Wissenschaft und Kunst I. Klasse.

## Schriften (Auswahl)
- Psalmentheologie im Johannesevangelium. Ein Beitrag zum Verständnis der biblischen Offenbarung des Alten und Neuen Testaments als Einheit und zur intertextuellen Interpretation der Bibel. Südwestdeutscher Verlag für Hochschulschriften, Saarbrücken 2009, ISBN 978-3-8381-0261-0 (zugleich Dissertation, Wien 2007).
- Psalmentheologie in den synoptischen Evangelienschriften. Eine innerbiblische Exegese und geschichtliche Analyse. Be & Be, Heiligenkreuz 2011, ISBN 978-3-902694-27-0.
- Die Deuteworte des Abendmahls im Kontext des Alten Testaments. Be & Be, Heiligenkreuz 2013, ISBN 978-3-902694-51-5.
- Jesus Christus – Sendung und Funktion. Die christologischen Bezeichnungen und ihr alttestamentlicher Kontext. Echter, Würzburg 2016, ISBN 3-429-03945-2.
- Das Vater-Unser. Ein biblisches Gebet. Abinu. Echter, Würzburg 2017, ISBN 3-429-04346-8.
- Die Gottesverkündigung der Propheten. echter, Würzburg 2021, ISBN 978-3-429-05584-4.